# Bakaly
Bakaly (in russo Бакалы́?; in baschiro Баҡалы) è un villaggio della Russia europea orientale, situato nella Repubblica autonoma della Baschiria; appartiene al rajon Bakalinskij, del quale è il centro amministrativo.